# Багатій і бідний Лазар (де Пітаті)
«Багатій і бідний Лазар» де Пітаті (англ. Dives and Lazarus) — картина на біблійну тему венеційського художника 16 століття Боніфачо де Пітаті (1483—1557).

## Майстер де Пітаті

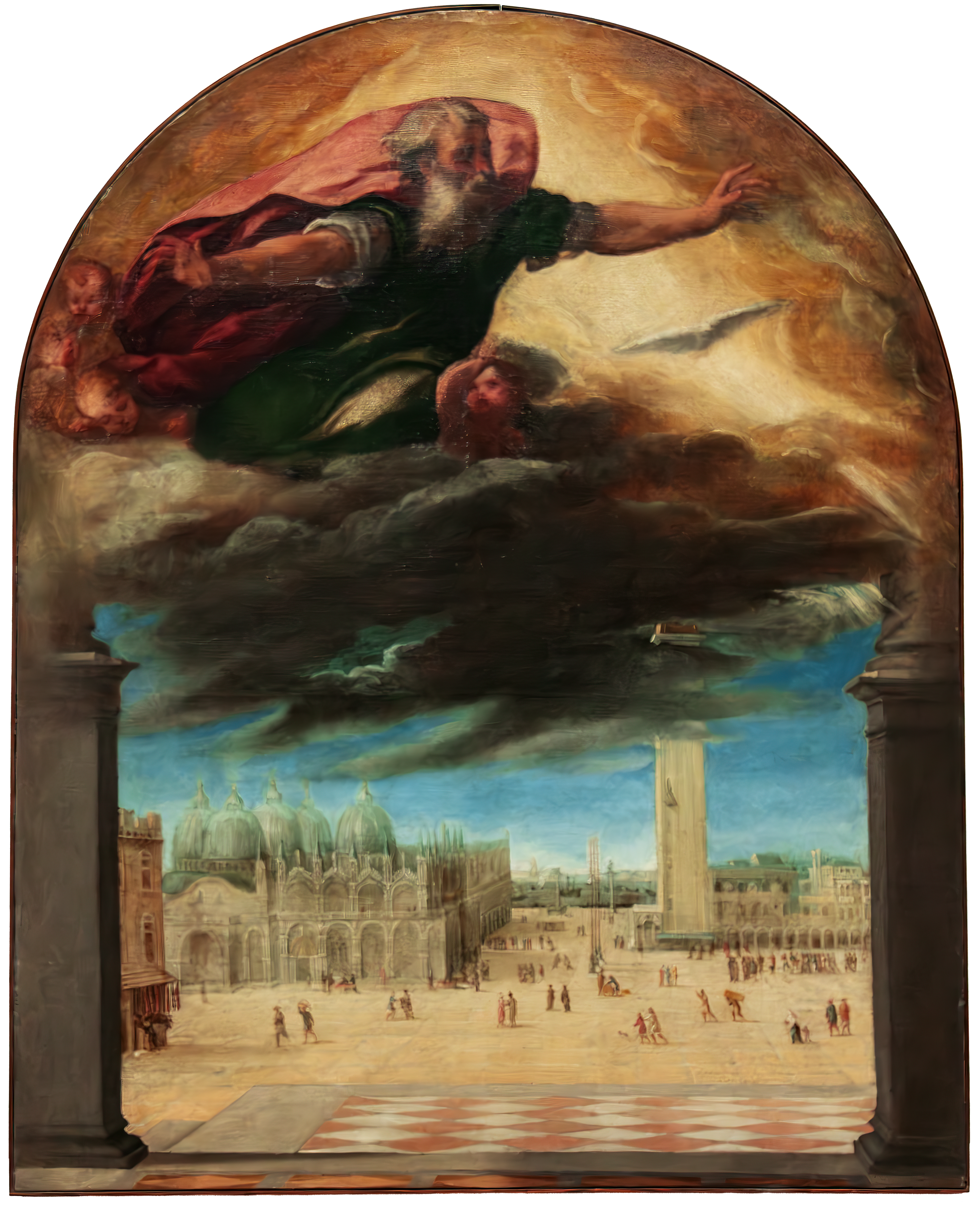
«Бог-отець над Венецією».

Творчість де Пітаті наче була розділена на дві гілки. Одна — це типові для венеційської школи зображення мадонни зі святими, так звані «Святі бесіди». Але іноді він наче звільнявся від типових зображень і звичних рецептів створення композицій і робив дещо незвичне навіть для самого себе. Так, він подав політ Бога-отця над площею Сан Марко в Венеції в неканонічній композиції «Благовіщення» в верхньому полотні тричастинної композиції. Глядач може роздивитися в міському пейзажі і собор Св. Марка, і величну дзвіницю, і кольорову вимостку площі, і вітрильники вдалині. Композиція таким чином розбита на небесну та земну частини. Боніфачо де Пітаті — майстер перехідного етапу від відродження до маньєризму, котрий довго співіснував з пізнім венеційським відродженням.

## Опис твору
Твір цікавий і за сюжетом, і за композицією, і за його втіленням. Біблійну притчу художник подав як побутовий жанр, як перебування багатого товариства на заміській віллі.
Обране товариство веде невимушене дозвілля на венеційській віллі десь на террафермі. Головує багатій-бородань і дві пані в розкішних шатах. Це не бенкет, а саме шляхетне дозвілля з музиками. Компактна купка музикантів старанно вдивляється в ноти, котрі утримує для них мале негреня. Товариство розмістилося на подвір'ї вілли в просторій альтанці. Чотири кута альтанки підтримують чотири колони, дві з них наближені до глядача і поділяють простір картини на три частини. В частині праворуч і можна побачити бідного Лазаря, на якого не звертає уваги жодна особа. Їх поглинула музика. На подвір'ї байдикує низка слуг, але і їм ні до чого бідний Лазар. Але покарання від Бога — близько. Натяком на близькість покарання багатія за байдужість до бідних і сірих є пожежа на тлі картини, яку видно в частині праворуч, де стоїть Лазар.

## Побутування картини (провенанс)
Картина на біблійну тему чомусь викликала у дослідників сучасні асоціації. Так, в персонажі багатія чомусь вбачали короля Англії Генріха VIII, а в пані з сумним обличчям і великим декольте — Анну Болейн, коханку і нещасну дружину короля. В XVII столітті велика за розмірами картина була майном венеційської родини Джустініані. Потім перейшла до родини Грімані. У родини Грімані полотно придбав Євген Богарне, представник родини новітніх аристократів Франції, пов'язаних з Наполеоном Бонапаратом. 1812 року картину «Багатій і бідний Лазар» передали до збірок Галереї Академії в Венеції.